# Andrei Galațan
Andrei Galațan (în rusă Андрей Павлович Галацан‎; în varianta română poate fi găsit și drept Gălățeanu; n. 13 iulie 1875, Comrat, Imperiul Rus – d. 5 septembrie 1943, Borovici, RSFS Rusă, URSS) a fost un revoluționar rus, participant la Revoluția din 1905, unul dintre liderii efemerei Republici de la Comrat. 

## Biografie
S-a născut în 1875 la Comrat (în sudul Basarabiei), în familia unui țăran găgăuz sau bulgar. După ce a absolvit școlile reale din Comrat și Sevastopol, în 1898 a fost admis la Institutul politehnic din Harkov și, ulterior, a studiat la Tomsk. 
În decembrie 1905, în apogeul primei revoluții rusești, Galațan s-a întors la Comrat, unde a condus efectiv agitația politică în rândul țărănimii, care a provocat nemulțumiri în rândul autorităților locale. Arestarea sa în ianuarie 1906 a dus la o răscoală țărănească de anvergură la Comrat, care s-a soldat cu proclamarea Republicii de la Comrat, care a existat pe durata a 5 zile și a fost înfrântă de unitățile armatei țariste. 
Împreună cu alți participanți la evenimentele de la Comrat, Galațan a petrecut trei luni în arest, fără judecată sau anchetă, iar în aprilie 1906 toți au fost eliberați din închisoare fără acuzații. În august, a fost arestat pentru a doua oară și băgat din nou în închisoare, dar în septembrie a fost eliberat și trimis sub supravegherea poliției la Harkov, fără a pierde însă contactul cu locuitorii din Comrat și continuând să participe la activități revoluționare. În februarie 1907, a fost condamnat pentru instigare la revoltă și condamnat la închisoare, ispășind mai mult de un an în castelul-închisoare din Chișinău. 
După ce a absolvit Institutul politehnic din Harkov în 1910, a lucrat ca inginer proiectant la diferite întreprinderi, inclusiv după Revoluția din octombrie (1917). S-a opus unirii Basarabiei cu România și a susținut cauza sovietică a Basarabiei, făcând parte din Societatea pentru Salvarea Basarabiei, iar ulterior s-a înscris în Partidul Comunist al Uniunii Sovietice. A locuit în Leningrad și după izbucnirea celui de-Al Doilea Război Mondial, fiind evacuat împreună cu fabrica în regiunea Novgorod. Acolo, în 1942, a fost arestat, iar în 1943 – executat. Memoria lui este cinstită la Comrat, una dintre străzile centrale ale orașului poartă numele acestuia.

## Galerie de imagini

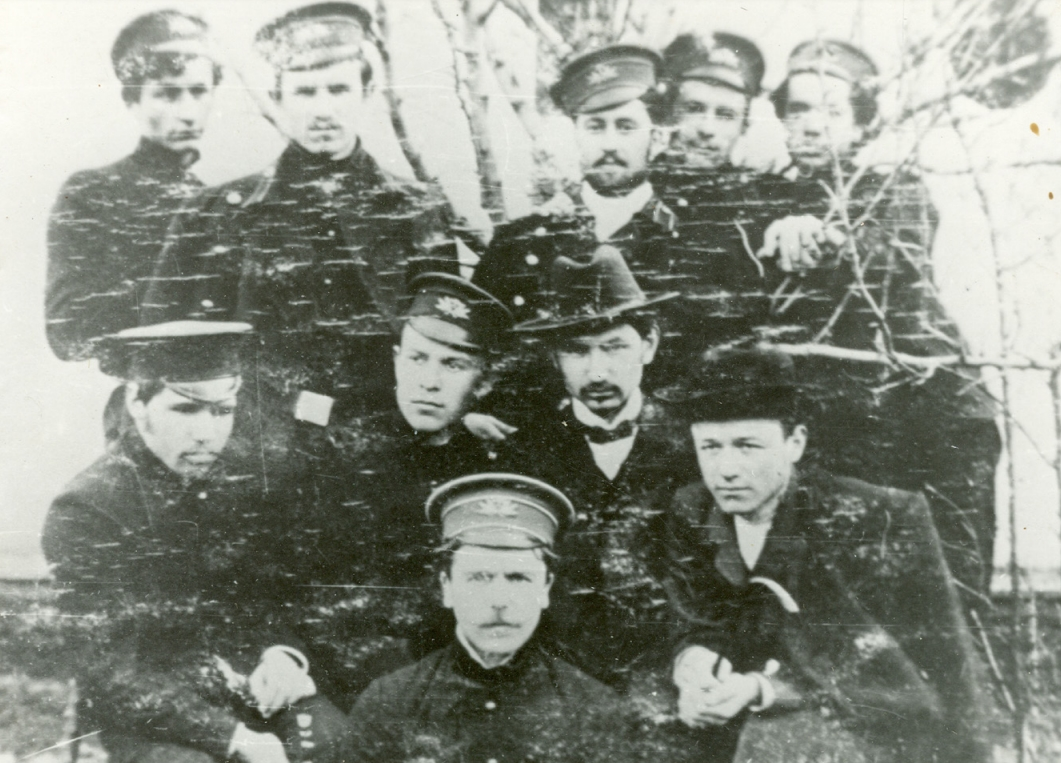
Andrei Galațan cu elevii Școlii reale din Comrat.
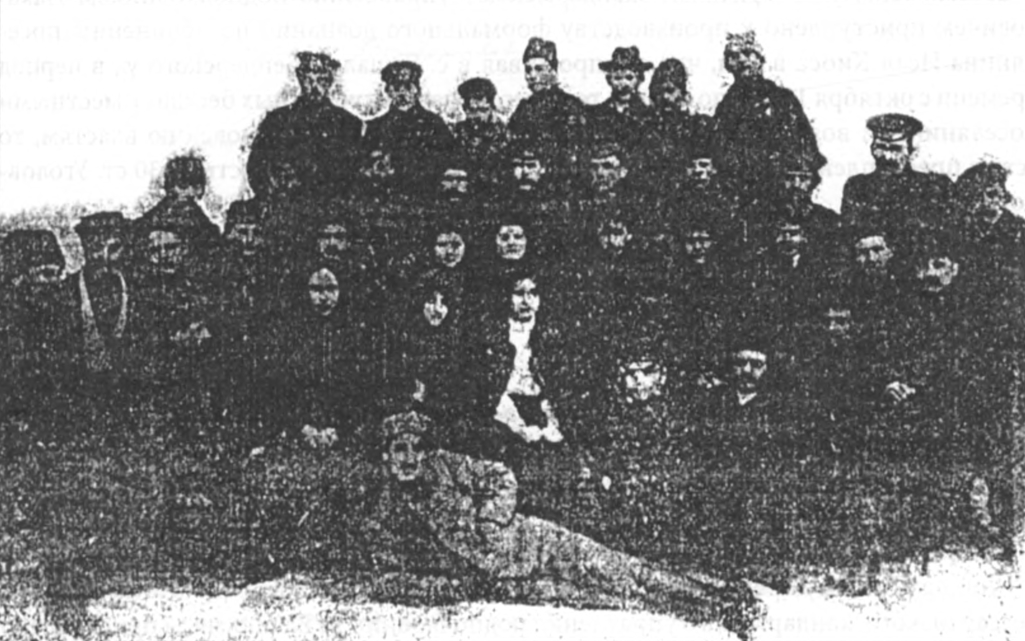
Participanții revoltei din Comrat în închisoare.
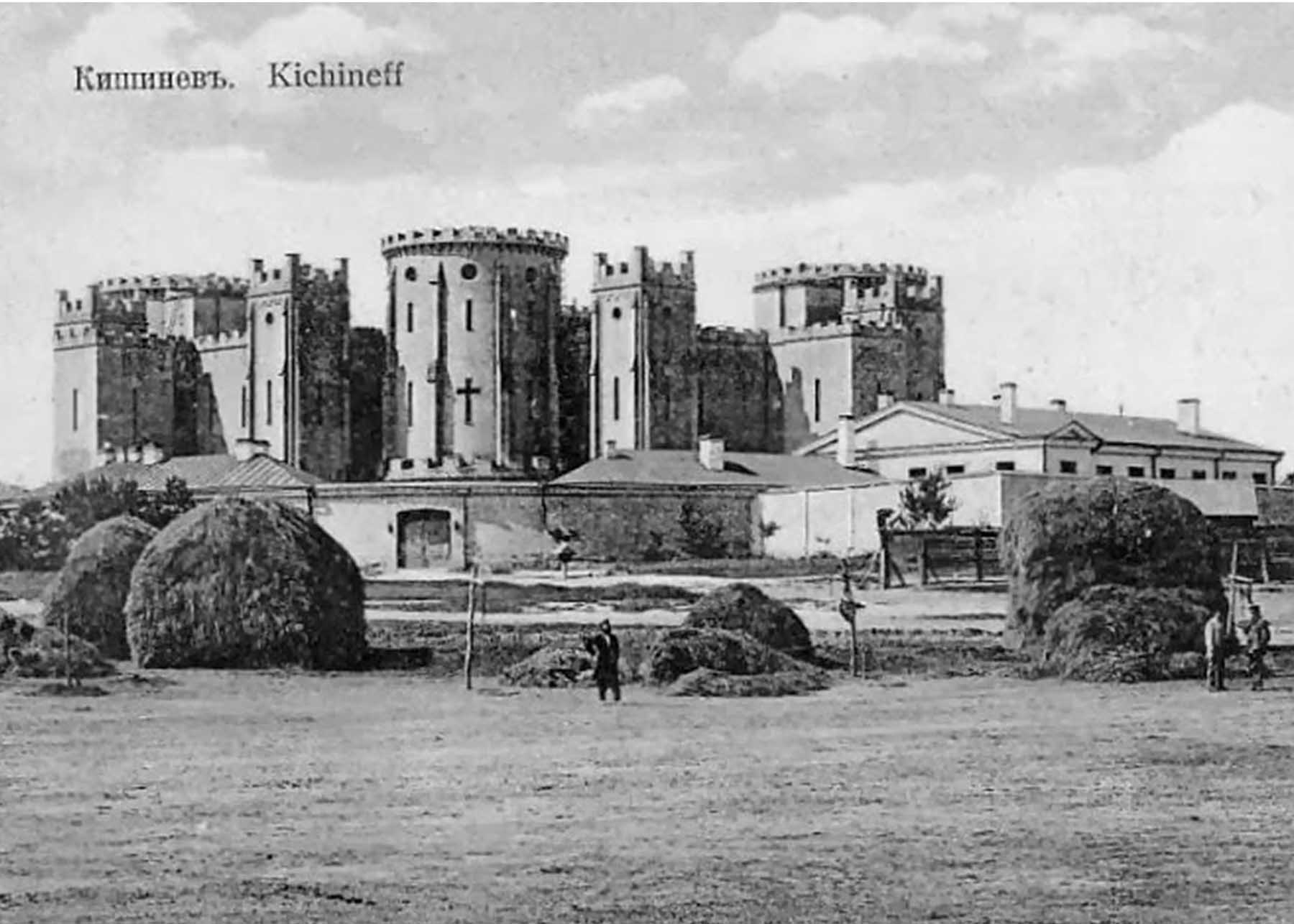
Castelul-închisoare din Chișinău, unde Galațan și-a ispășit pedeapsa de un an.
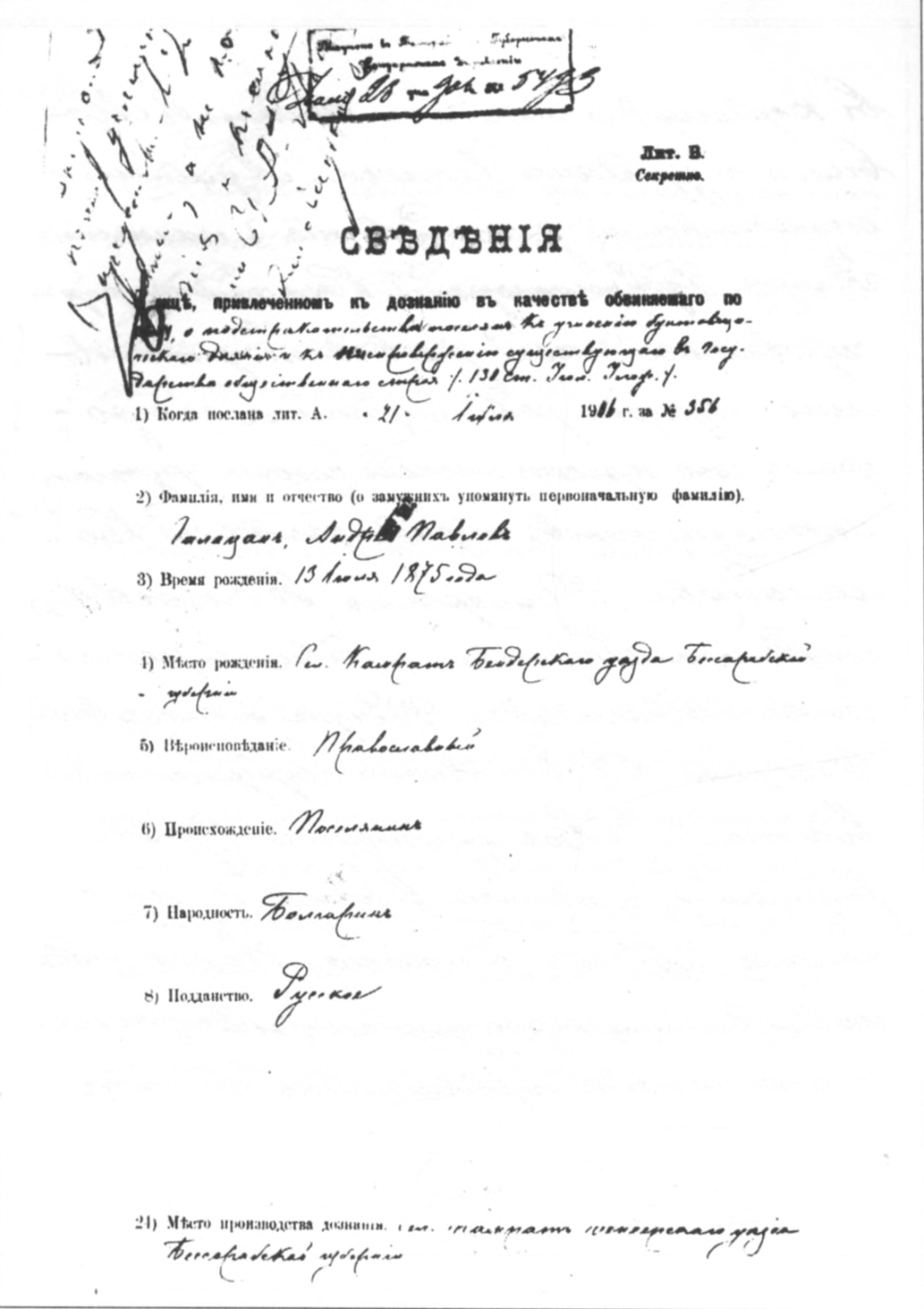
Act al departamentului gubernial de jandarmi al Basarabiei privind ancheta împotriva lui Andrei Galațan din 21 iulie 1906.
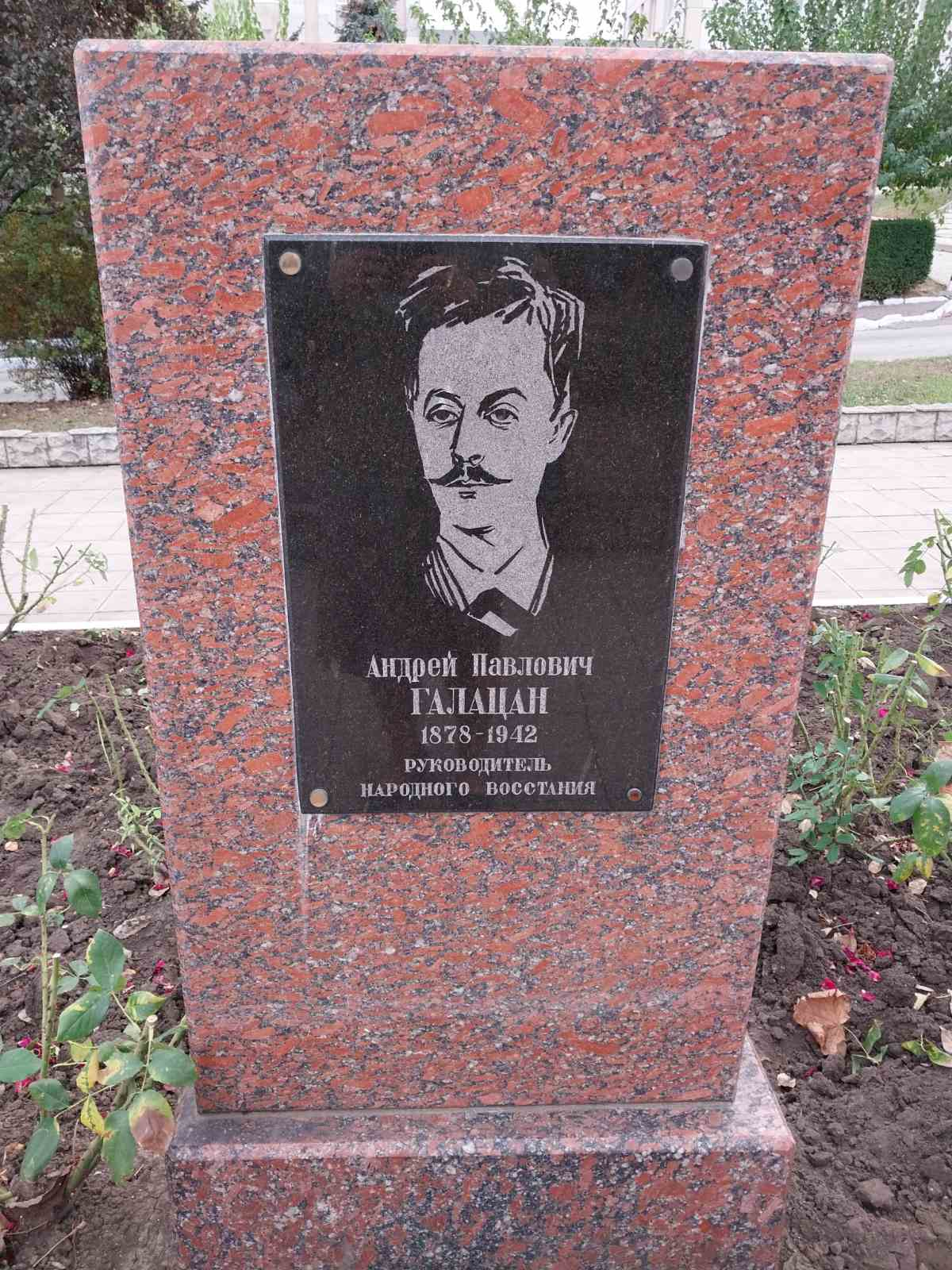
Placă memorială din Comrat.